# Глендейл (Міссурі)
Глендейл (англ. Glendale) — місто (англ. city) в США, в окрузі Сент-Луїс штату Міссурі. Населення — 6176 осіб (2020).

## Географія
Глендейл розташований за координатами 38°35′37″ пн. ш. 90°22′57″ зх. д. / 38.59361° пн. ш. 90.38250° зх. д. (38.593525, -90.382556).  За даними Бюро перепису населення США в 2010 році місто мало площу 3,34 км², уся площа — суходіл.

## Демографія
Згідно з переписом 2010 року, у місті мешкало 5925 осіб у 2273 домогосподарствах у складі 1686 родин. Густота населення становила 1773 особи/км².  Було 2348 помешкань (703/км²).
Расовий склад населення:
| - 96,7 % — білих - 0,9 % — азіатів - 0,7 % — чорних або афроамериканців |

До двох чи більше рас належало 1,1 %. Частка іспаномовних становила 1,6 % від усіх жителів.
За віковим діапазоном населення розподілялося таким чином: 29,2 % — особи молодші 18 років, 57,0 % — особи у віці 18—64 років, 13,8 % — особи у віці 65 років та старші. Медіана віку мешканця становила 40,5 року. На 100 осіб жіночої статі у місті припадало 86,0 чоловіків;  на 100 жінок у віці від 18 років та старших — 85,7 чоловіків також старших 18 років.
Середній дохід на одне домашнє господарство  становив 155 487 доларів США (медіана — 120 653), а середній дохід на одну сім'ю — 172 526 доларів (медіана — 150 586). Медіана доходів становила 117 740 доларів для чоловіків та 79 087 доларів для жінок. За межею бідності перебувало 1,2 % осіб, у тому числі 0,0 % дітей у віці до 18 років та 6,8 % осіб у віці 65 років та старших.
Цивільне працевлаштоване населення становило 2923 особи. Основні галузі зайнятості: освіта, охорона здоров'я та соціальна допомога — 27,5 %, науковці, спеціалісти, менеджери — 20,4 %, фінанси, страхування та нерухомість — 14,8 %, виробництво — 9,4 %.